# امپانیهی، میان‌دروازو
امپانیهی، میان‌دروازو (به لاتین: Ampanihy, Miandrivazo) یک سکونتگاه مسکونی در ماداگاسکار است که در منابه واقع شده‌است.

## خصوصیات
امپانیهی ۴٬۰۰۰ نفر جمعیت دارد.